# Hister cribrurus
Hister cribrurus är en skalbaggsart som beskrevs av Sylvain Auguste de Marseul 1854. Hister cribrurus ingår i släktet Hister och familjen stumpbaggar. Inga underarter finns listade i Catalogue of Life.